# 安南塔那加县
安南塔那加县（Anantnag district）地处克什米尔谷地六县之一，为印度查谟和克什米尔所辖，面积3980平方公里，人口117万（2001），政府驻地阿纳恩特纳格。